# Asemospiza
Asemospiza és un gènere d'ocells de la família dels tràupids (Thraupidae).

## Taxonomia
Segons la Classificació del Congrés Ornitològic Internacional (versió 14.2, 2021) aquest gènere està format per 2 espècies:
- Menjagrà fuliginós (Asemospiza fuliginosa Wied-Neuwied, M, 1830)
- Menjagrà bru (Asemospiza obscura d'Orbigny & Lafresnaye, 1837)